# Купай (Мішкинський район)
Купа́й (рос. Купай) — село у складі Мішкинського району Курганської області, Росія. Адміністративний центр Купайської сільської ради.
Населення — 377 осіб (2010, 496 у 2002).